# Dialium poggei
Dialium poggei är en ärtväxtart som beskrevs av Hermann August Theodor Harms. Dialium poggei ingår i släktet Dialium och familjen ärtväxter. Inga underarter finns listade i Catalogue of Life.